# Papaiano
Papaiano (già Papajano) è una località del comune italiano di Poggibonsi, nella provincia di Siena, in Toscana.

## Geografia fisica
La località sorge sull'omonima collina di Papaiano, a nord-est della città capoluogo, tra i corsi d'acqua del borro di Malachecca (2 km) e del borro di Papaiano (2 km). L'abitato si sviluppa dal poggio, dove si trova la chiesa medievale, lungo la strada di Mocarello, luogo dove è sorta una zona residenziale, che scende e va a saldarsi senza soluzione di continuità con il centro urbano di Poggibonsi.

## Storia
La testimonianza più antica del borgo di Papaiano risale al 972, quando la locale chiesa intitolata a Sant'Andrea venne venduta al marchese Ugo II di Toscana, il quale il 10 agosto 998 la donò a sua volta, insieme con il vicino castello di Papaiano, all'abbazia di Marturi. Grazie alla presenza del castello, Papaiano conobbe nella prima metà del XII secolo un notevole sviluppo e qui si accampò l'imperatore Enrico II nel 1015.

## Monumenti e luoghi d'interesse

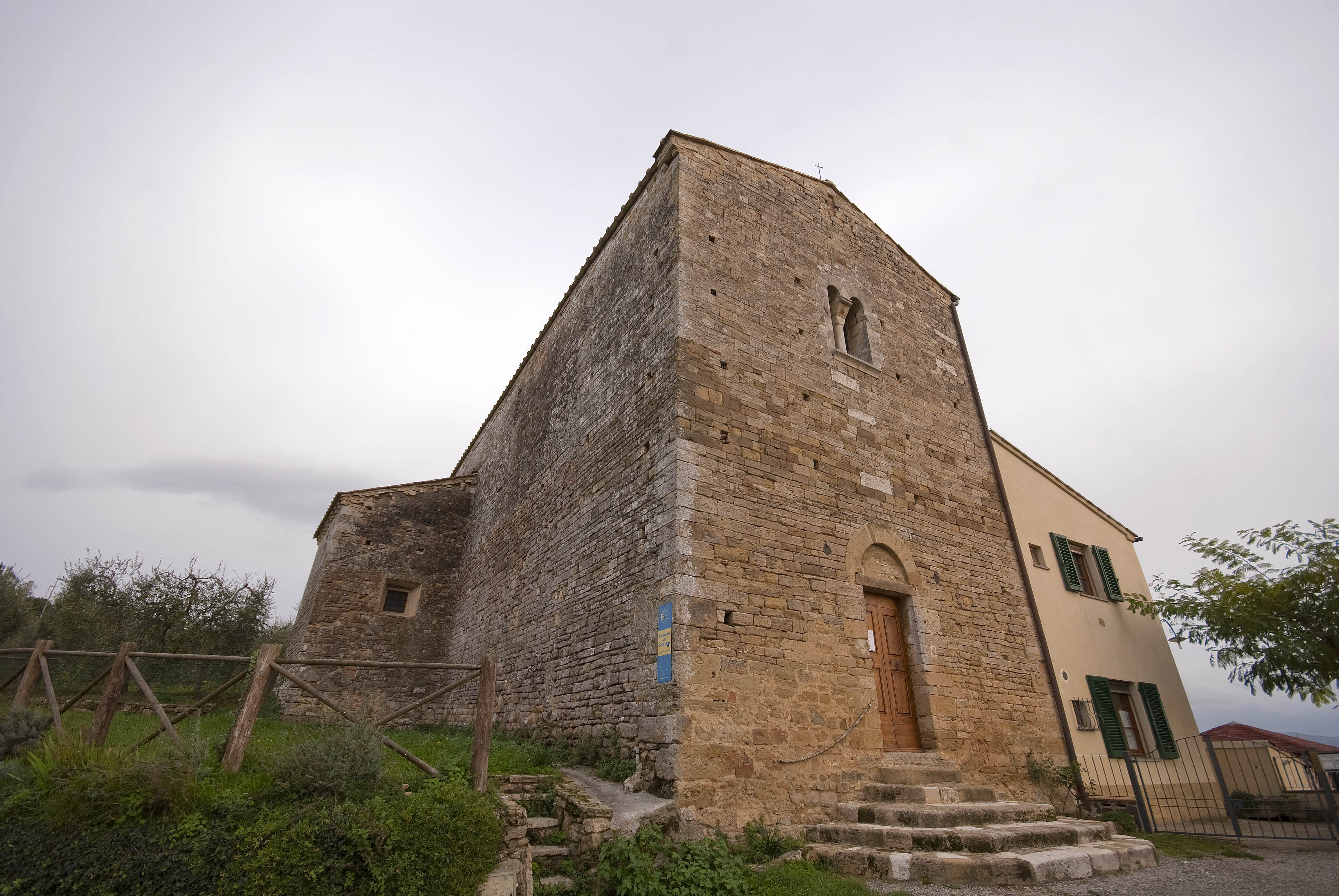
La chiesa di San Rocco, già Sant'Andrea

L'edificio di maggiore interesse della località è la chiesa di Sant'Andrea, conosciuta come San Rocco, e oggi sede della parrocchia dei Santi Rocco e Martino, che comprende anche la chiesa del vicino borgo di Luco. La chiesa presenta una muratura a filaretto riferibile alla prima metà del XII secolo, e l'aspetto originario è ancora ravvisabile nonostante le modifiche avvenute nei secoli, le ultime risalenti agli anni tra il 1881 e il 1893. Di particolare interesse, all'interno, è la pala d'altare affrescata a muro, opera di Filippo di Antonio Filippelli del 1492 raffigurante la Madonna col Bambino e santi.
A Papaiano esisteva in passato una seconda chiesa intitolata a San Michele, citata in un documento del settembre 1089, tuttavia scomparsa. Anche dell'antico castello di Papaiano sono rimaste poche tracce.

## Cultura
A settembre si festeggia, presso il giardino della chiesa di Papaiano, la festa patronale di San Rocco.

## Geografia antropica
La località è composta da un nucleo storico, situato in posizione dominante sulla collina, e da un'area residenziale costruita alla fine del XX secolo che prende il nome di Mocarello dalla strada principale che la attraversa, via di Mocarello, dove in essa si incrociano via Mocarellino e le vie Belvedere e dell'Alloro. La via del Ginepro collega invece Mocarello con la località Piaggiole.